# Clase Tosa
La Clase Tosa fue una clase de acorazados japoneses, evolución de la precedente Clase Nagato, compuesta de dos unidades, Tosa y Kaga. Ninguno de ellos fue concluido como acorazado, debido a las restricciones del Tratado Naval de Washington de 1922. El Kaga, cuya construcción estaba menos avanzada, fue modificado para convertirlo en portaaviones, mientras que el Tosa debía ser desguazado. 

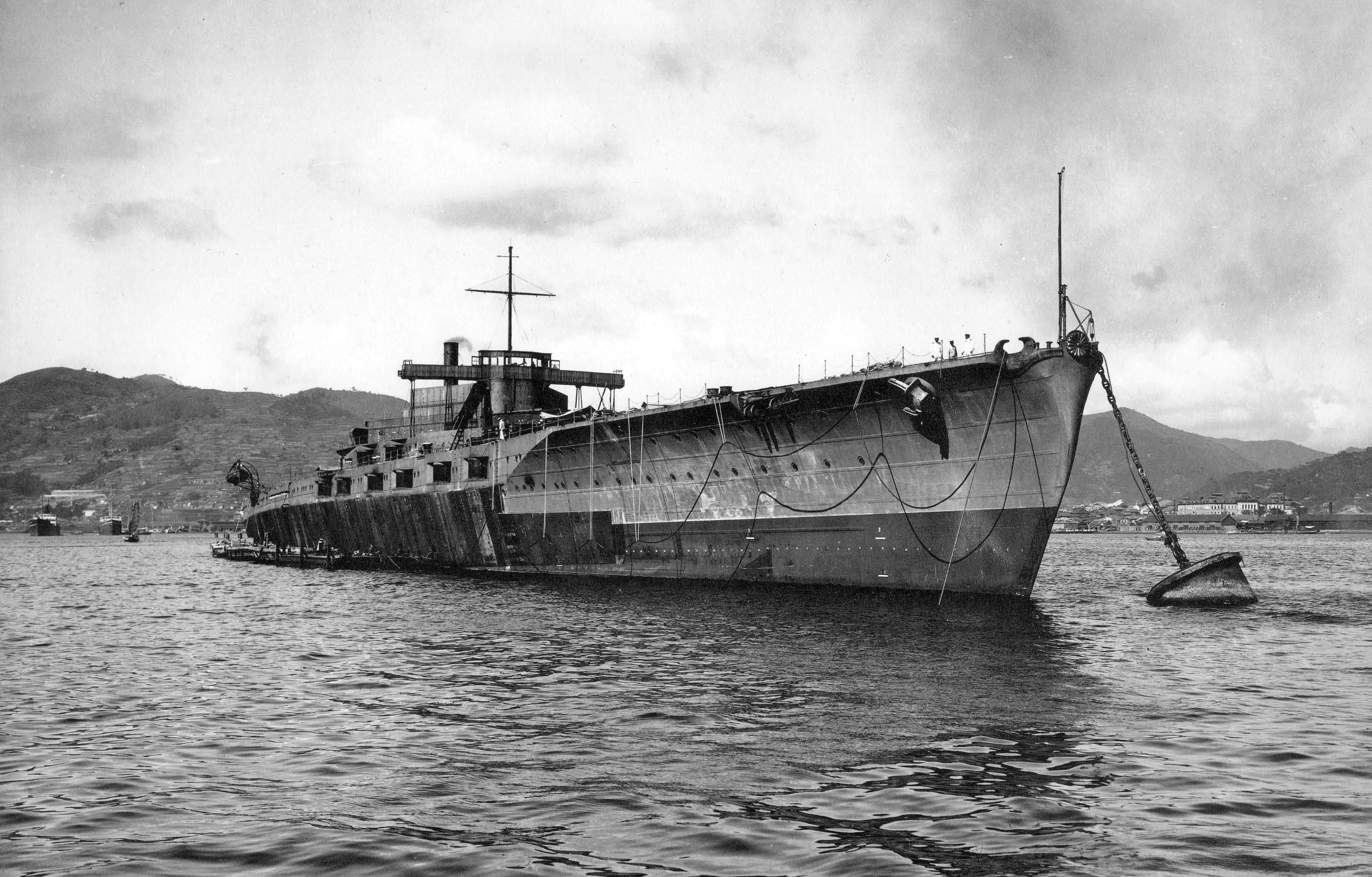
El Tosa en Nagasaki en 1922, tras detenerse su construcción.

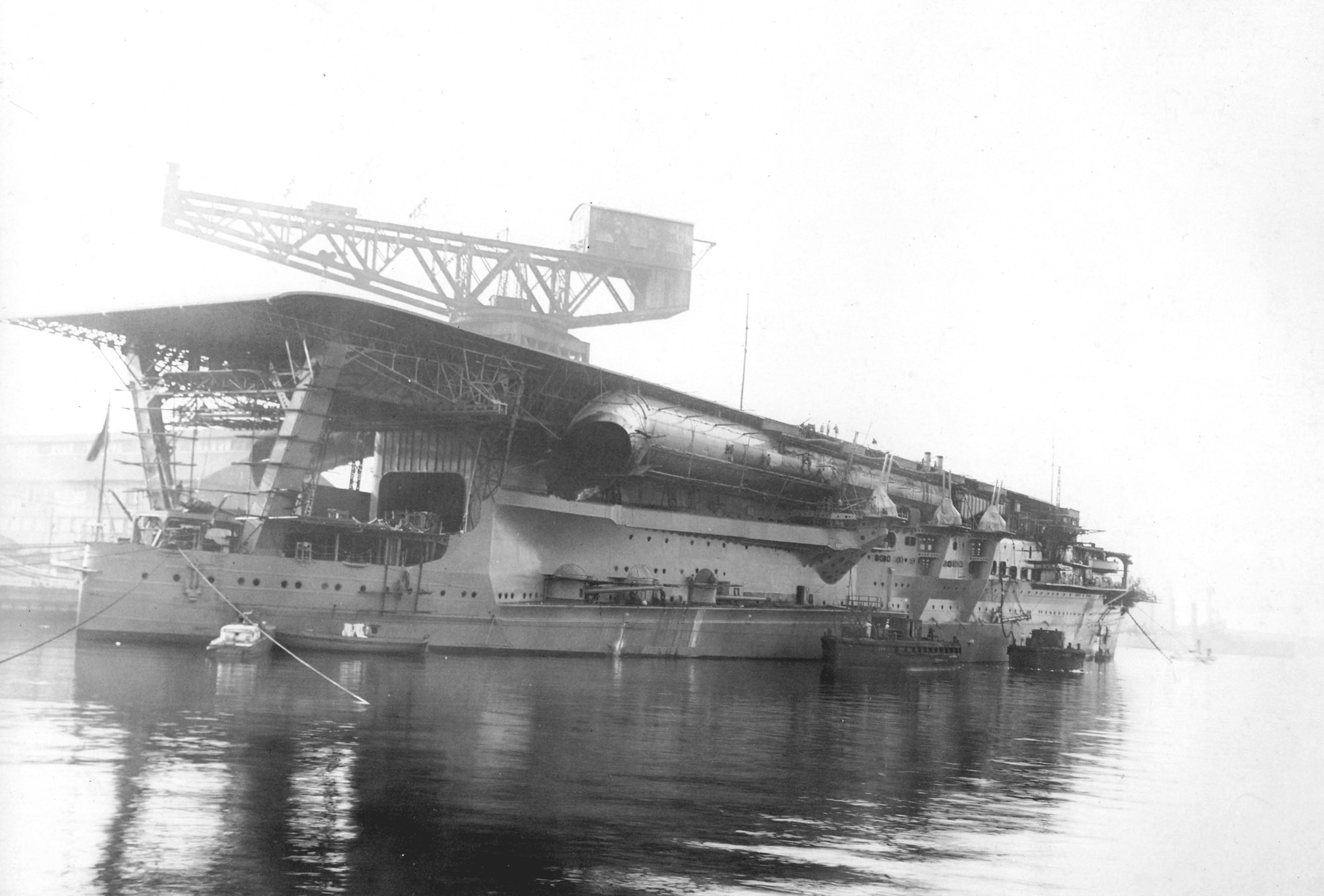
El Kaga en 1928, siendo convertido en portaaviones.

Dado que el Tosa estaba inconcluso, pero con el casco finalizado y el blindaje instalado, las autoridades japonesas optaron por usarlo como blanco naval y estudiar de ese modo los efectos de armas contemporáneas en un casco de última tecnología. Por su parte, el Kaga encontró su fin en la batalla de Midway, junto a otros tres portaaviones japoneses, en el transcurso de la Segunda Guerra Mundial.